# سویلینگن
سویلینگن (به آلمانی: Seulingen) یک شهر در آلمان است که در گوتینگن واقع شده‌است. سویلینگن ۱٬۴۵۵ نفر جمعیت دارد.